# های‌نوت (آلاباما)
های‌نوت (به انگلیسی: Highnote) یک منطقهٔ مسکونی در ایالات متحده آمریکا است که در شهرستان گنوا، آلاباما واقع شده‌است. های‌نوت ۵۰٫۹ متر بالاتر از سطح دریا قرار دارد.